# Оливия Блейк
Оливия Ричардс (англ. Olivia  Richards (Blake), урождённая — как: Оливия Блейк) — вымышленный персонаж американской телевизионной мыльной оперы NBC — «Сансет Бич», одна из 25 из первоначальных контрактных персонажей сериала и одна из 16 главных героев сериала — с первой и до последней серии роль которой исполнила на протяжении большей части времени пробега сериала — Лесли-Энн Даун Хотя из-за своей собственной беременности и родов — Даун пришлось взять кратковременный декретный отпуск в апреле 1998, что однако ей не помешало вернуться в начале мая, чтобы полноценно доиграть свою героиню вплоть до финала сериала

## Развитие и разработка персонажа
В ноябре 1996 года было объявлено, что Лесли-Энн Даун была выбрана на роль Оливии. Она была разрисована сценаристами в качестве «заядлой алкоголички» с «изрядными проблемами» и «трофейной и блестящей женой» — Грегори Ричардса(Сэма Беренса), хотя в сериале был показан конец их общего брака — до середины 1998 года, когда она внезапно оказалась — «его бывшей женой». Создатель и главный продюсер сериала — Аарон Спеллинг, первоначально, предложил назвать её персонажа — «Шейлой», однако Даун решила сама просмотреть список потенциальных имён, предложенных сценаристами, остановив свой выбор — в пользу: «Оливии» Оливия также была объявлена, как одна из главных героинь сериала. Перссонаж оказался популярным и руководство NBC — включило её историю в отдельную серию среди недельного периода спецвыпусков
в конце июля 1997 года, посвящённого отдельным историям важных героев сериала — вплоть до того по времени момента.
По сюжету героиня Лесли-Энн Даун должна была быть представленна — беременной на протяжении значительной части шоу, но было одно но: актриса тоже оказалась беременной, и почти точно же в это же время, поэтому Аарон Спеллинг, не желая лишаться звезды такого «ранга» в сериале договорился с ней о том, чтобы она — по-быстрому родила ребёнка, взяв перерыв на месяц, а потом также быстро — вернулась обратно в шоу.
Оливия была показана в нашумевшей и спорной сюжетной линии, в которой за пару десятков серий на маленький городок Сансет Бич — обрушивается мощное землетрясение, его мощные и «ударные волны» — сравнявшие городок с землёй и поставившее рядом друг с другом под обрушившимися крышами «извечных соперников», а также следом взошедшие за ним «ударная волна» — Цунами, перевернувшее прибрежный океанский лайнер — с другой частью персонажей (с членами семьи Оливии). Сюжетная линия была создана в попытке всколыхнуть и получить крупные рейтинги(Что вышло в принципе — на ура!). В сюжетной линии с «Шоковыми, ударными волнами» землетрясения Оливия оказывается в результате в ловушке под крышей своего, обрушившегося на неё особняка. Даун решила с энтузиазмом сама выполнить несколько трюков и была помещена в импровизированный набор из щебня и деревянных баллок. Даун должна была носить защитную одежду, чтобы предотвратить реальный вред для себя. Даун сказала, что она полностью уверена в постановке продюсеров. Однако, в одной сцене — была задействованна дублёр-каскадёр для того, чтобы удачно получилось «сбросить люстру на Оливию — под обломками». Даун также признавалась, что была очень рада, что ей не пришлось самой выполнять этот трюк в реальности — самой.
Иногда мне часто снится Оливия. Иногда я внутренне подтряхиваю её и говорю ей, что делать. Иногда я расстраиваюсь из-за Оливии. Она так несчастна и так печальна, а мне так не нравится видеть и слышать, когда кому-то больно и как кто-то страдает".

## Основные сюжетные линии
На протяжении периода: 1997 — середины 1998 года — Оливия была представлена, как «трофейная» и «блестящая» жена — Грегори Ричардса и мать своих, с ним, детей — повзрослевших — Кейтлин Ричардс(Ванессы Дорман) и Шона Ричардса (Рэнди Спеллинга), а также — как заведующая местной городской радиостанции. Вскоре был показан тот факт, что она — не без проблем, не без труда, и не сразу, но — постепенно выздоравливающая алкоголичка, а также то, что она втайне от мужа — была тайной любовницей — Дэла Дугласа (Джона Рейли). Из-за этого совершившегося факта, а также из-за того, что после убийства Дэла Оливия получила основную и крупную долю наследства по завещанию Дугласа — драгоценности Дешанела (хотя эти драгоценности были не раз похищены и ходили много раз по кругу между различными персонажами — до того, как они окончательно попали и были переданы в руки Оливии) и предполагаемый «новый дом Бетти и Энни» — Оливия — стала врагом#1
его дочери — Энни Дуглас (Сары Бакстон). Когда стреляют в бизнесмена — Дэла Дугласа, Оливия, Грегори и Энни становятся возможными подозреваемыми в его убийстве, Оливия даже просит своего сына Шона — защитить её в Полицейском Участке города от возможных подозрений в убийстве, чтобы тот указал на Энни — как на женщину выходящую из номера в ночь его убийства и из гостиницы — в день после него, но в конце концов, не смотря на вероятную причастность Оливии и её мужа, рано или поздно все конечные улики приводят к лучшей подруге юности Оливии — к Элейн Стивенс (Ли Тейлор-Янг). Грегори также нанимает двуличного полицейского — Эдди Коннорса, чтобы он докладывал о ходе расследования убийства Дэла лично ему, следил за Оливией и передавал ему компрометирующие её снимки и улики. Оливия очень сердита на мужа, узнав о тайном и коварном плане плане Грегори: разрушить отношения Кейтлин с тайным похитителем драгоценностей — Коулом Дешанелом (Эдди Сибрианом), тем не менее: она не знает имени избранника дочери, из-за того, что у них довольно долгое время, чуть раньше, были натянутые отношения, но она пытается восстановить их, разговаривая с ней по душам, как с открытым сердцем: мать и дочь, что, однако, не сразу получается… Тем не менее, увидев их внезапно целующимися в гроте Коула с Кейтлин, Оливия вспоминает внезапно своё прошлое и понимает, что она переспала с Коулом Дешанелом — с бойфрендом собственной дочери, который к тому же украл у неё кулон из коллекции драгоценностей Дешанела — и что это произошло именно в ту ночь - после ее ссоры с мужем, а также ссоры Коула и Кейтлин - в те моменты ночи, когда она была очень сильно пьяна, и что это это происходило не один раз, продолжаясь не один месяц… Осознав эту горькую и злосчастную правду о романе с человеком, в которого теперь по уши влюблена ее любимая старшая дочь и то, что она также планирует выйти за него замуж, она клянется сделать все чтобы ее скрыть от мужа, дочери и своих подруг, а также сделать все чтобы помешать счастью, узам и благополучию Коула и Кейтлин...
Оливия вскоре обнаруживает также, что Коул — сын её бывшего и давнего любовника — ЭйДжея Дешанела (Гордона Томсона) и Элейн Стивенс, к похищению которого в его младенчестве — она приложила свою руку — в своём давнем прошлом медсестры-акушерки, чтобы некогда благодаря в том числе и деньгам Дэла «за соучастие в деле»: получить любовь Грегори и выйти за него замуж. Оливия не может не чувствовать свою вину, и просит Грегори — своего мужа — адвоката — защитить Элейн от тюрьмы, особенно, когда она узнаёт, что та убила Дэла…
Оливия очень переживает за своего родного сына вместе со своим мужем, когда Шон — рискует умереть в смертельно опасной для жизни операции на голову, случившейся после травмы, хотя это и даёт в результате «новое дыхание» также и их браку с Грегори после того как Шон приходит в себя и начинает идти на поправку, переживая также впрочем и за свою старшую дочь тоже… Когда Кейтлин, решившись помириться с ним после размолвки сбегает вместе со своим бойфрендом Коулом из Сансет Бич: в её романтическом побеге с ним на лошадях, как и впрочем испытывая груз глубоких переживаний и за себя, например, когда Коул угрожает ей рассказать обо всем, об их связи Грегори и всем остальным, если она не остановит его от его угроз: посадить его в тюрьму «за его воровское, преступное, криминальное прошлое»… Оливии, не смотря на свои страхи быть разоблачённой — страхи по поводу Коула — после возвращения Коула и Кейтлин все таки удаётся уладить и примирить все стороны этого семейного конфликта, особенно когда Элейн — выходит из временного заключения, а Грегори — способствует снятию с Коула, казалось бы, всех ранее предъявленных ему претензий в кражах драгоценностей Интерполом. Казалось бы, что Оливия и Коул — поклялись держать их связь в секрете и ничто теперь не мешает Оливии — строить свой счастливый брак вместе с Грегори, а Коулу после попытки высылки его из страны агентами Интерпола — своё счастье вместе с Кейтлин под одной крышей с ними в Сансет Бич…
Однако, вскоре, Оливия узнаёт о внезапной для неё новости — о своей беременности и будучи очень не уверенна в результате: кто из них является отцом её будущего ребёнка — Коул или Грегори, решает пойти на аборт. Кейтлин удаётся помешать Оливии сделать аборт — в почти самый последний момент перед процедурой, узнав также что она беременна перед этим. Затем Кейтлин обнаруживает, что она тоже беременна, как и её мать, во что она её и посвящает. Тем временем, Грегори планирует разрушить отношения Шона с его беглой из своего дома в прошлом — подругой — Тиффани Торн
(Дженнифер Банко-Стюарт), которая некоторое время была бездомной, а потом поселилась у них в особняке, подключив к своему плану и Оливию, чтобы в дальнейшем он мог усовершенствовать свой план: для того чтобы навсегда разлучить Кейтлин с Коулом. Благодаря давлению и угрозам Оливии рассказать отцу Тиффани где теперь она живет (который ее избивал её пока она жила с ним) — Тиффани покидает Сансет Бич и раз и навсегда, солгав Шону в прощальной записке, что всегда любила Марка, а не его — за оплаченный ей чек…
Поскольку Грегори и не догадывается о настоящей беременности Оливии, позже он просит её притвориться беременной, а затем симулировать выкидыш в глазах Кейтлин, чтобы убедить Кейтлин — отдать ребёнка им на воспитание в результате, таким образом Грегори хочет и также разлучить окончательно Коула и Кейтлин, считая что после разрыва с Коулом — разгневанная на него Кейтлин будет только и рада отдать своего ребёнка своим родителям, которые потеряли своего — из-за «выкидыша» Оливии… Тем временем в процессе этого плана на Оливию навеиваются не совсем приятные воспоминания о её прошлом, что когда-то у неё был реальный выкидыш, ребёнок который должен был родиться — вторым после Кейтлин, но не родился, так как они оба, эти два события — вольно или невольно негативно повлияли на их брак, Оливия не очень-то охотно соглашается на дальнейшее продвижение плана Грегори… В то же время, решив также использовать и эту, полученную от Бетт информацию, Энни Дуглас — вмешивается в дела семьи и замышляет навсегда разлучить Грегори и Оливию, чтобы в конечном итоге получить и отбить у Оливии заветный кусок наследства своего отца — долю акций в компании Грегори, а также мужа Оливии, согласно его условиям завещания, который в противном случае может навсегда уйти в пользу Оливии, и для этого: она пытается всеми силами убедить Оливию, что Грегори — втайне от неё — крутит с ней роман. Грегори говорит, что решил усовершенствовать свой план и слегка передумал, втайне поведав Оливии, что он — решил заплатить врачу-акушеру Кейтлин, чтобы тот усыпил Кейтлин во время родов и сказал ей, что её ребёнок умер — после них, надеясь, что Оливия поддержит в его плане и ему поможет. Кейтлин узнаёт о шокирующем для неё плане, и в гневе на свою мать, будучи рядом с ней по дороге в эту дьявольскую клинику, гонит по утёсистым дорогам Калифорнии и со страшной силы и скоростью разбивает машину о смертоносный овраг. Хотя Коул подоспевает вовремя, чтобы спасти их обеих, но не успевает быстро вытащить их обеих из беды, так как взорвавшаяся в океане машина, казалось бы также и навсегда, уносит за собой и Кейтлин. Тем не менее, Оливия, наконец, делится своими сомнениями о ребёнке, сообщив Коулу, что он может быть его отцом, и чтобы сгладить удар из-за произошедшей гибели дочери — она сообщает, наконец, после долгих месяцев лжи, своему мужу о своём будущем ребёнке, рискуя также потерять его после аварии, забывая, тем не менее, рассказать о деталях в связи со своими сомнениями ему. Но оказалось, что Кейтлин выжила, а решила лишь только на время инсценировать собственную «гибель» в автокатастрофе перед своими родителями, некоторое время тайно прячась в монастыре, подальше от Сансет Бич — на попечении монахинь после трагедии, когда она в следствии аварии лишилась своего ребёнка. Тем не менее, она решает объявиться на пороге дома своих, убитым горем — родителей — за считанные дни перед Рождеством, все таки решив простить их в конце концов и сделать этим шагом им «рождественский подарок». Но никто не знает, что Кейтлин скрывает и держит в себе внутреннее глубокое горе и гнев, связанные со своей шокирующей тайной: так как она потеряла своего ребёнка в аварии и приобрела пожизненное бесплодие — в результате и потому она решает привлечь к своему плану и поделиться этим с Энни Дуглас, надеясь сфальсифицировать свою беременность до самой свадьбы, чтобы потом Энни нашла ей ребёнка откуда-нибудь(сама не догадываясь в принципе откуда), которого она смогла бы представить перед всеми — как своего ребёнка с Коулом. Энни находит лучший способ использовать эту информацию и просьбу Кейтлин в своих целях, но никто не догадывается о её истинных преступных планах и тайных целях…

Она заманивает Оливию в старую деревянную хижину и затем, накачав её снотворными и транквилизаторами, внезапно принимает у неё роды, после чего, дав ей немного подержать ребёнка после родов, уносит ребёнка из хижины, похитив его, а затем передает её новорождённого сына — её дочери — Кейтлин. Но никто и не догадывается до поры до времени, что Энни вколола ей все это, чтобы Оливия и её семья поверили в то, что она — «убила ребёнка» из-за чрезмерного употребления спиртного.
"Оливия Ричардс — зрелая шлюха и сука,  лет 45 и в ответ на измены и деспотичный нрав и изрядный неугомонный карьеризм — своего очень богатого и вечно занятого мужа — она занималась постоянными поисками его "заместителей", когда его не было рядом в их супружеской спальне — среди других сексуальных партнёров, одним из которых, о чём она вначале и не догадывалась, был и теперь будущий муж её дочери — Кейтлин. Так что теперь, некогда беременной Оливии, приходится постоянно страдать и задумываться: от кого же она родила ребёнка — от своего бывшего мужа или от зятя? Естественно, этот ребёнок был украден у неё при рождении Энни Дуглас и отдан дочери Оливии, чтобы та смогла подменить потерянный плод — её кратковременной "любовной связи" с Коулом Дешанелом — ребёнка — "убитого" из-за страшной автокатастрофы. Это привело к тому и означает, что Оливия - в результате, продолжает притворяться бабушкой своего собственного сына, который был рождён в результате связи: либо  от её теперь уже бывшего мужа, либо от  её нынешнего зятя!
Ты сидишь, ты все записала? Ты не отстаешь?"
В результате истории: Оливия убита горем и забвением из-за произошедших событий, особенно когда Грегори обвиняет её в гибели их сына, а Оливия не в силах ему объяснить обстоятельства той ночи — доведённая почти до самоубийства, в тот день когда Грегори и Энни занимаются любовью в его офисе — в конце концов решается на этот шаг, застав их позже в его спальне с ней у них дома, и в конце концов разводится с Грегори — в середине июня 1998, и Грегори женится на Энни — прямо уже через пол месяца(в последнюю ночь июня 1998) — в Лас-Вегасе: в их молниеносной, скоростремительной свадьбе.
Оливия продолжает жить своей дальнейшей жизнью и без своего мужа, хотя и подозревает, что её ребёнок, возможно, все ещё — жив. Надеясь заглушить свои раны вдали от Сансет Бич в вине вновь пустившись в долгое плавание в кругосветном морском круизе, Оливия внезапно встречается со своим бывшим первым любовником — ЭйДжеем Дешанелом, и они — после долгих лет разлуки и недомолвок — решают примирить и возобновить свои давние отношения, и именно тогда, когда Оливия намеривалась уже почти покончить с собой, вступив на край пропасти — глубоко в воду. ЭйДжей убеждает её — не сдаваться так просто и не поддаваться давлению Грегори и Энни, и бороться всеми силами — за восстановление своей «заблокированной» памяти. На крестинах «ребёнка Кейтлин» — Трея — Оливия, наконец — вспоминает правду — о тайном плане Энни, связанным с её ребёнком и понимает — в результате, что её дочь попросила Энни — помочь ей найти для неё ребёнка, но и Энни также не остаётся — одной в накладе — буквально узнав из подслушанной исповеди Оливии на следующий день после своего замужества с Грегори — на её исповеди священнику: подслушав и узнав, что та переспала с Коулом, когда Кейтлин и Коул были в небольшой ссоре в прошлом. Семья Оливии — постепенно распадается, когда правда о тайном плане Кейтлин и Энни — становится известной все большему и большему количеству людей… Дальнейшие неприятности возникают, когда Грегори(не без помощи Энни), а затем и Кейтлин — узнают о романе Оливии и Коула, в то же примерно самое время все Ричардсы — оказываются втянуты в любовный треугольник — со зловещей Франческой Варгасс, которая решила попытать удачу и деньги на чужих секретах, их шантажируя по поводу их тайн. В то же время, примерно когда Франческа пребывает в город, Оливия попадает в ловушку мощного, обрушившегося на город землетрясения и его нескольких «Ударных волн», и, желая спасти его от беды и ловушки в которой он оказался — своими голыми руками вытащить его из под завалов и помочь ему своей кровью после землетрясения, кажется, ещё больше, чем она предполагала изначально, — привязалась к своему тайному сыну — Трею, чем очень недовольна Энни(которая к тому времени добивается скоропостижного замужества с Грегори). После того, как этот ребёнок сумел благополучно пережить сюжетный миницикл: «Шоковых волн», точно также как: Энни, Грегори и Оливия, все Ричардсы и Оливия — в том числе: оказываются втянутыми в «Историю проклятых драгоценностей из старой мексиканской деревушки — Росарио». Оливия надеется вновь разлучить Коула с Кейтлин: дабы воспитывать своего сына — Трея — вместе с ней и вынудить Коула уехать из города — вместе с его первой и давней любовницей — Франческой Варгас, и для этого: «обличить» Коула — «в очередной краже» рубинового колье с шеи Энни в глазах Кейтлин, но к несчастью для всех Ричардсов — это рубиновое ожерелье оказывается — проклятым и к несчастью для Оливии — Коул и Кейтлин находят довольно-таки быстрые пути примирения между собой, когда он рассказывает ей о сути его дела и о «сути кражи»… Оливия очень переживает за свою дочь, когда одна из бывших хозяек проклятых драгоценностей — Хиллари Николс — похищает Кейтлин, и угрожает Коулу и ей расправой над ней, если он не вернёт похищенные у ней сапфиры, и делает все вместе с Коулом, чтобы выручить свою дорогую и любимую дочь из этой беды. Но не меньшим шоком для неё также становится увидеть, когда Хиллари падает жертвой проклятия этих драгоценностей, превратившись в мумию…
В то же время, после этого, Франческа — не смотря на почти смертельный антагонизм с ним немного ранее, похоже, намеренна соблазнить — ЭйДжея Дешанела, надеясь снять их сцену полового акта — на скрытые, расставленные ею раньше в его офисе — видеокамеры(по секретному заданию и приказу Грегори Ричардса, обещавший ей за это — крупные деньги) и она — одной из первых — узнала тайну Оливии — о её романе с Коулом(после Антонио и Энни) и их общем ребёнке, зная также, что Грегори — после этого — подделал тест на отцовство, сделав видимость — перед всеми остальными, что он — истинный отец мальчика, а не Коул, силой отобрав его у него, зная также и о том, что Энни пыталась подделать тест и в пользу Коула с помощью своего давнего друга лаборанта — перед этим. Оливия же: узнав что Франческа довела свои угрозы ей до конца и рассказала её дочери — Кейтлин, что у ней был роман с Коулом — два года назад, когда Кейтлин с Коулом были в небольшой размолвке, очень зла на неё и клянётся убить её, особенно когда она застаёт внезапно страстный поцелуй в его номере — ЭйДжея и Франчески. Но при попытках Франчески: довести дело с ЭйДжеем до конца и соблазнить его: он чуть не душит её. Все становится более сложным, когда Франческа похищает Трея из его детской — в Особняке Ричардсов, надеясь: вынудить таким образом Коула — бежать из города вместе с ней и с Треем, рассказав ему что Грегори подделал результаты теста на отцовства, но прежде чем она предприняла какие-либо дальнейшие шаги, происходит смертельный выстрел, который её и останавливает…
Во время расследования дела о её убийстве — Оливия, как и ЭйДжей — становятся одними из центральных подозреваемых, в то время как Грегори также, похоже, внезапно, предлагает Оливии до этого: оформить совместную опеку над Треем. В конце весны становится очень вероятно что Франческа и не умирала: странная женщина с такими же волосами и с голосом как и у Франчески — преследует своей зловещей тенью Оливию, её и Кейтлин, постоянно терроризируя к тому же её телефонными звонками — до того как не выясняется правда: что «ожившая Франческа» — никто иная как Энни — в парике, которая вынашивала тайный план вместе с Коулом, чтобы уличить истинного убийцу и вынудить его сознаться в содеянном. В конце концов, конечные улики, благодаря их стараниям, приводят к её бывшему мужу — Грегори Ричардсу, которого уличили и тайно вынудили обманом сознаться в убийстве, втайне получив от него истинное признание — Коул и Энни. В бегах от них и от полицейского преследования: Грегори поднимается на спасательную вышку, и, в казалось бы, в смертельной драке Коула и Грегори: они оба падают вместе со сломанными бордюрами — глубоко в воду: глубоко в океан, в результате чего: Коула — вытаскивают, а тело Грегори — так и не находят…
В то время как Оливия — возобновила и продолжает свои отношения с Эй Джеем Дешанелом, который обещает на ней жениться — Грегори считается погибшим после падения в океан, но никто не знает до поры до времени: что он выжил, и что теперь он вернулся, притворяясь втайне от всех своим дядюшкой — Тобиасом Ричардсом. Оливия вместе с Энни пытается бороться за его наследство -по завещанию Грегори, и она утверждает, что все принадлежит по праву её сыну Трею и ей — как его временной попечительнице. Коул же считает, что доля наследства принадлежит и ему — как отцу Трея и его временному попечителю вместе с Оливией, особенно когда вскрывается правда, что он отец мальчика, а не Грегори, и что Грегори подделал тест на отцовство, надеясь получить все по завещанию Грегори: он даже отправляется в Лондон, где оказывается внезапно задержан Интерполом — на неопределённое время, во время прибытия Тобиаса, Энни и Оливии — оттуда. Энни же — готова не перед чем не останавливаться, чтобы получить деньги Грегори по его завещанию, которые как она считает — по праву принадлежат ей, и потому она просит Миссис Моро — приготовить ей и дать ей такое зелье, которое заставило бы Оливию снова начать пить. В то же время, поняв, что Трей становится все меньше и меньше принадлежать ей, Кейтлин обвиняет мать во всех «смертных грехах», втайне жаждая «победить её» — в борьбе «за своего сына» (который на самом деле — является лишь сыном её мужа, а не её) и выиграть единомерную опеку над Треем. Семья Оливии очень поражена и разочарована, увидев, что Оливия — снова начала пить и, кажется, что все члены её семьи отреклись, убежали от неё и оставили её одну — под Рождество, даже взбалмошный из-за этого отец Коула — ЭйДжей, который раньше во всем её поддерживал: все — кроме «доброго „Дядюшки Тобиаса“», который всегда оказывается рядом в трудные для нее моменты - в то время как все остальные члены ее семьи медленно покидают ее. План Энни — приводит к тому, что Грегори «разоблачает и показваает себя» — в качестве переодетого Тобиаса — в её глазах. Позже он также угрожает и расправой миссис Моро — за её «порчу» в отношении Оливии. В дела и так запущенные, в дела этой семьи вмешивается — Джуд Каванно — якобы старший сын — ЭйДжея и озлобленный старший брат — Коула, якобы Новый Директор корпорации «Либерти» за время отсутствия, предполагаемо, «мёртвого» Грегори, якобы его правая рука, которая решила помочь Грегори избавиться от его врагов: Энни и Коула, чтобы помочь ему заманить их в смертельно опасный капкан — в конечном итоге, а на самом деле: новая любовь его жены — Энни и тайный агент ФБР под тайным прикрытием, который ловко и искусно подготовил расставленные для Грегори сети. Последняя битва Грегори с Энни и Джудом — которая должна была стать его победой — заканчивается его фиаско, так как вмешивается появившаяся на электростанции — Оливия, где он задумывал убить их, и уговаривает его своим поцелуем — не бежать от пуль и преследования полицейских, а сдаться властям — ради неё, и он оказывается — в тюрьме, где Оливия очень переживает, когда наблюдает за тем как он кончил: за решёткой, и обещает, что все же, не смотря ни на что: дождаться его освобождения…
Разорванная в клочья семья Оливии — смогла восстановиться в конце концов, и она была счастлива: снова увидеть все обычным, как было и раньше, счастлива —
держать на руках Трея и встречать на пороге её дома — Шона, Кейтлин и Коула… Она смогла благополучно продолжить воспитывать и растить своего сына — Трея, её дочь была счастлива с Коулом, передав, наконец, окончательно ребёнка ей, её бывший и любимый муж Грегори — был арестован. Оливия и Эй Джей: на фоне последней истории Оливии — «с её алкоголизмом» — решают внезапно прервать свои отношения и он заводит роман с её лучшей подругой — Бетти Катценказракхи(Кэтлин Нун). Энни смягчается в отношении Оливии и просит у миссис Моро
противоядие от её первого зелья, решив с ней помириться, после чего история Оливии — с её «мнимым призначным алкоголизмом» — благополучно завершается…
Тем менее, счастливые и свободные Грегори и Оливия с ребёнком с не менее счастливыми: Коулом и Кейтлин со своим ребёнком — появляются в холле Дома Каммингсов — в качестве одного из элементов в финальном сне Мег…

## Приём персонажа и отзывы критиков
В 1997 году за роль Оливии Лесли Энн Даун — получила награду «Лучшая актриса» на премии «Обновлённые мыльные оперы». Карли Кэтчпоуль из: «Daily Mirror» — сказала, что «красивая богатая, но полная трагедий по жизни» — Оливия, в исполнении Даун — была «очень далека от Сью-Эллен» — с точки зрения трагических событий, которые она смогла пережить, по сравнению с ней. Он также высказал мнение, что Оливии — не следовало бы так сильно беспокоиться о своих воспоминаниях, потому что на экране — они выглядели нереальными. Джастин Элиас из: «Нью-Йорк Таймс» — сказал, что Даун и Бакстон — в своих сценах проявляли признаки того, что «стало называться позже — классическим матчем, борьбой двух — сражающихся между собой — лисиц в мыльной опере» — в соответствующих ролях Оливии и Энни. Кэндис Хейвенс из: «The Vindicator» — в своём обзоре похвалила «Сансет Бич» за то, что они наняли для своих ролей — Энн Даун, Беренса и Нун и высказала мнение, что это «была похоже одна единственная вещь», которую продюсеры сделали правильно. Джулия Ши из: «The Michigan Daily» — высказала также мнение, что «все заслуги на этом шоу — должны принадлежать Лесли-Энн Даун», чьё исполнение в качестве женщины, раздираемой эмоциями и их изображение — просто прелестно и превосходно". Джон Миллер из: «Daily Record» язвительно заметил, что автомобильная авария Оливии и последующая ситуация — во время цунами — «не были чем-то действительно серьёзным», и сказал, что это была — ещё одна из «обычных недель» в сериале. Шэрон Файнштейн из «Daily Mirror» — сказала, что Оливия — зарекомендовала себя как «супер-супер — богатая сука» и «обновлённая версия» Алексис Колби (Джоан Коллинз) из «Династии» — 90-х годов.